# Gouvernement de Jacques Laffitte
 (mars 2025).
Monarchie de Juillet
Gouvernement Louis-Philippe Ier Gouvernement Casimir Perier
Le ministère Jacques Laffitte, deuxième premier ministre du règne de Louis-Philippe Ier, est formé le 2 novembre 1830 sous la présidence du banquier Jacques Laffitte. Il comprend 7 membres.

## Constitution
Après la dislocation du premier ministère du règne de Louis-Philippe Ier, dans lequel ce dernier avait réuni l'ensemble des familles politiques ayant participé à la Révolution de Juillet, le roi va constituer un ministère de gauche pour lever l'hypothèque républicaine et libérale. Il confie à l'ambassadeur d'Angleterre, Lord Stuart of Rothesay, « qu'il a encore deux médecines à prendre », c'est-à-dire Jacques Laffitte (libéral) et Odilon Barrot (républicain).
Au moment de la crise ministérielle, le banquier Jacques Laffitte, figure de l'opposition libérale à la Restauration qui a joué un rôle important lors des Trois Glorieuses, alors ministre sans portefeuille, s'était offert pour coordonner les ministres avec la qualité de président du Conseil, ce qui avait entraîné la démission immédiate des doctrinaires Guizot et de Broglie. Louis-Philippe va le prendre au mot en le chargeant de former le nouveau ministère : « Si le chef doit être M. Laffitte, dit-il au duc de Broglie, j'y consens pourvu qu'il soit chargé lui-même de choisir ses collègues, et je préviens d'avance que, ne partageant pas son opinion, je ne saurais lui promettre de lui prêter secours. »
Le ministère est constitué le 2 novembre après de longues tractations et d'interminables conseils des ministres. Laffitte est président du Conseil et ministre des Finances. Dès le 4 novembre, il fait nommer Adolphe Thiers comme sous-secrétaire d'État aux Finances afin de l'assister dans la gestion quotidienne de son département ministériel.
Trois ministres restent en place : Dupont de l'Eure, grande figure républicaine, à la Justice, et deux « glorieuses épées », politiquement centristes, le maréchal Gérard à la Guerre et le général Sébastiani à la Marine.
Aux Affaires étrangères, on trouve une autre glorieuse épée, le maréchal Maison. À l'Intérieur, poste-clé au moment où l'agitation risque de se propager dans le pays, le roi a fait nommer un jeune fidèle, le comte de Montalivet, alors âgé de 29 ans. La représentation du parti du mouvement est renforcée par la nomination de l'un de ses éléments les plus avancés, Joseph Mérilhou, à l'Instruction publique et aux Cultes, gage donné à la fraction la plus anti-religieuse de l'aile réformatrice.

## Remaniements

### 17 novembre 1830(Affaires étrangères, Guerre, Marine)
Le général Sébastiani souhaitant passer aux Affaires étrangères, et le maréchal Gérard étant jugé trop interventionniste dans l'affaire de la Belgique, Louis-Philippe et Laffitte procèdent à un remaniement ministériel dès le 17 novembre 1830 :
- Sébastiani remplace le maréchal Maison, nommé ambassadeur à Vienne ;
- le comte d'Argout, ancien préfet de la Restauration, le remplace à la Marine ;
- le maréchal Soult remplace le maréchal Gérard à la Guerre et fait ainsi son entrée au gouvernement, dont il est l'un des piliers pendant toute la monarchie de Juillet.

### 27 décembre 1830(Justice, Instruction publique et Cultes)
- Le 27 décembre 1830, Dupont de l'Eure démissionne pour protester contre l'« ingratitude » du roi et du gouvernement à l'égard de La Fayette, contraint d'abandonner le commandement de la Garde nationale.
- Mérilhou, figure libérale, accepte de le remplacer à la Justice.
- Il est remplacé à l'Instruction publique et aux Cultes par Félix Barthe, comme lui ancien dirigeant de la charbonnerie et ami de La Fayette.

## Composition
- Chef du ministère : Jacques Laffitte
- Ministres :
  - Ministre de l'Intérieur : Camille de Montalivet
  - Ministre de la Justice :
    - 2 novembre 1830 - 27 décembre 1830 : Jacques Charles Dupont de l'Eure
    - 27 décembre 1830 : Joseph Mérilhou

  - Ministre des Affaires étrangères :
    - 2 novembre 1830 - 17 novembre 1830 : Nicolas Joseph Maison
    - 17 novembre 1830 : Horace Sébastiani

  - Ministre de la Guerre :
    - 2 novembre 1830 - 17 novembre 1830 : Étienne Maurice Gérard
    - 17 novembre 1830 : Jean-de-Dieu Soult

  - Ministre des Finances : Jacques Laffitte
  - Ministre de la Marine et Colonies :
    - 2 novembre 1830 - 17 novembre 1830 : Horace Sébastiani
    - 17 novembre 1830 : Antoine Maurice Apollinaire d'Argout

  - Ministre de l'Instruction publique et des Cultes (parallèlement ministre-présidant le Conseil d'État) :
    - 2 novembre 1830 - 27 décembre 1830 : Joseph Mérilhou
    - 27 décembre 1830 : Félix Barthe
- Sous-secrétaires d’État :
  - Sous-secrétaire d'État aux Finances : Adolphe Thiers (4 novembre 1830)
  - Sous-secrétaire d'État à l'Intérieur : Jean-Jacques Baude (10 novembre 1830 - 26 décembre 1830)

## Fin
Le 8 mars 1831, Mérilhou démissionne du ministère qu'il juge insuffisamment favorable au mouvement. Le Gouvernement est confronté à une agitation permanente et à une situation quasi-insurrectionnelle dans Paris, et ne fait presque rien pour tenter de rétablir l'ordre. Louis-Philippe réfléchit à la constitution d'un nouveau ministère et prévoit d'appeler un éminent représentant du parti de l'ordre en la personne de Casimir Perier.
Mais au préalable, le roi doit précipiter la chute de Laffitte. Les affaires italiennes en sont le prétexte. Le maréchal Maison, de son ambassade de Vienne, a envoyé une note, parvenue à Paris le 4 mars, dans laquelle il indique que l'Autriche s'apprête à intervenir militairement pour réprimer l'insurrection italienne. Cette perspective ne déplaît pas à Louis-Philippe, qui ne voit pas sans inquiétude deux fils de Louis Bonaparte – Napoléon Louis Bonaparte et Louis Napoléon Bonaparte – combattre dans les rangs des insurgés. Lorsque le ministre des Affaires étrangères, le général Sébastiani, lui transmet la note du maréchal Maison, Louis-Philippe lui interdit de la communiquer à Laffitte (naturellement favorable aux insurgés italiens) qui en apprend l'existence dans Le National du 8 mars. Laffitte, indigné, demande des explications à Sébastiani qui doit avouer qu'il a agi sur ordre du roi. Le président du Conseil se précipita alors chez celui-ci, à qui il expose ses projets d'intervention militaire en Italie. Louis-Philippe, feignant de se retrancher derrière ses prérogatives de monarque constitutionnel, l'invite à faire délibérer sur cette question le Conseil des ministres, qui se réunit le lendemain 9 mars. Laffitte y développe son programme, mais il est unanimement désavoué par ses collègues, dont la plupart ont déjà négocié leurs places dans le futur ministère. Il ne reste plus qu'à lui arracher sa démission, qu'il met d'ailleurs de la mauvaise grâce à donner. Le 13 mars 1831, il cède la place au gouvernement Casimir Perier.